# Vanamõisa (Põlva)
Vanamõisa (Duits: Marienhof) is een plaats in de Estlandse gemeente Põlva vald, provincie Põlvamaa. De plaats heeft de status van dorp (Estisch: küla) en telt 53 inwoners (2021).
Tot in oktober 2017 lag het dorp in de gemeente Ahja. In dat jaar ging Ahja op in de gemeente Põlva vald.
Vanamõisa ligt aan de rivier Ahja.

## Geschiedenis
Bij Vanamõisa lag oorspronkelijk het bestuurscentrum van het landgoed Aya (Ahja), dat voor het eerst werd genoemd in 1556. Vandaar de naam Vanamõisa (‘oud landgoed’). In 1627 werd Vanamõisa voor het eerst vermeld, onder de naam Wanna Moyss unter Aya. Toen was het een ‘semi-landgoed’ (Duits: Beigut, Estisch: poolmõis), een landgoed dat deel uitmaakt van een groter landgoed, in dit geval Aya. In 1839 werd voor het eerst de Duitse naam Marienhof gebruikt.
De dorpjes Kibenaküla en Kureküla op het terrein van het semi-landgoed verdwenen nog voor de onteigening door het onafhankelijk geworden Estland in 1919. Na 1920 ontstond op het voormalige landgoed een nederzetting Vana, die in 1977 de historische naam Vanamõisa kreeg.